# Nicandra yacheriana
Nicandra yacheriana är en potatisväxtart som beskrevs av S.Leiva. Nicandra yacheriana ingår i släktet ballongblommor, och familjen potatisväxter. Inga underarter finns listade i Catalogue of Life.